# Maria Catharina Polheimer
Maria Catharina Polheimer, född 1741 vid Stjärnsund, Husby socken, Dalarna, död 1 november 1818, var en svensk textilkonstnär.
Hon var dotter till Anders Polhammar och Anna Catharina Wiens och syster till Anders Polheimer. Hon blev agré vid Konstakademien 1796 och medverkade i akademiens utställningar med broderier. Polheimer finns representerad vid Kulturhistoriska museet i Lund och Nordiska museet i Stockholm. 